# Els grans cementiris sota la lluna
Els grans cementiris sota la lluna (títol original: Les Grands Cimetières sous la lune) és un llibre de l'escriptor francès Georges Bernanos publicat a París l'abril de 1938.

## Bernanos a Mallorca
Degut a dificultats econòmiques Bernanos decidí allunyar-se de França i anar a viure a Mallorca, ja aleshores coneguda com a centre de turisme internacional. El 8 d'octubre de 1934 ja era a Sóller, ciutat de Mallorca amb unes antigues relacions comercials i humanes amb França. Des d'allà remeté a França part de la seva novel·la Un crime, començada l'agost per tal d'obtenir alguns diners. El novembre de 1934 es traslladà a Palma, amb la seva muller Jeanne, tres fills i tres filles. S'instal·laren al Terreno, barri residencial prop de la mar. Fins al març de 1936 els Bernanos ocuparen quatre cases del Terreno. El març de 1936 llogaren una casa a Portopí, allà hi passaren els mesos de la Guerra Civil fins al seu retorn a França al final de març de 1937.
Una part de la seva producció literària la va fer als cafès del Born de Palma (Cafè Born i l'Alhambra, tots dos desapareguts). Continuà Un crime, es dedicà al Journal d'un curé de campagne (1936), continuà, sense acabar, Monsieur Ouine (1943) i redactà íntegrament la Nouvelle histoire de Monchette (1937). Escriví col·laboracions a revistes i inicià la Vie de Jesús.
Mme. Juliette de Zayas, Juliette Vierne, filla del comte d'Harcourt i esposa del marquès espanyol Alfonso de Zayas y de Bobadilla, militar retirat i cap de la Falange mallorquina, va ser, segons Josep Massot, la seva amistat més sòlida a Mallorca. A través de Juliette de Zayas va conèixer el metge Juan Eugenio Brazis i potser a través d'aquest home va fer amistat amb els germans Llorenç i Miquel Villalonga, escriptors de tendència castellanista i conservadora (Miquel Villalonga era seguidor d'Acción Española, semblant en certs aspectes a l'Action Française de Maurras). A través de Zayas es posà en contacte amb el reduït grup de falangistes de Palma, al qual s'hi afilià el seu fill Yves. També va ser amic de Josep Sureda i Blanes, darrer president de l'Associació per la Cultura de Mallorca.

## Bernanos davant la Guerra Civil
El 18 de juliol de 1936 l'Ateneu de Palma va organitzar un homenatge a Bernanos amb motiu de l'aparició del Journal d'un curé de campagne. La guerra ja havia començat al Marroc i mancaven poques hores perquè els militars s'aixecassin en armes també a les Balears. Yves Bernanos, falangista, va prendre part a la revolta des del primer moment (participà en el front de Manacor i diverses fonts el situen formant part dels "Dragones de la Muerte" dirigits pel feixista italià Arconovaldo Bonaccorsi es Comte Rossi). Bernanos havia oferit la seva casa als sublevats i sembla que havia guardat algunes pistoles. L'escriptor francès s'entusiasmà sense reserves amb la rebel·lió de les dretes espanyoles. Aquesta posició la manifestà en nombrosos articles. El 30 d'agost acabà l'apologia de Ramiro de Maeztu Le malheur des révolutions; Hommage à Maeztu i manifestà la seva decisió de no abandonar el país per la seva identificació amb els revoltats. A finals d'agost va visitar el front de Manacor per identificar el cadàver del periodista francès Guy de Traversay, afusellat pels militars espanyols. Bernanos, per tant, conegué des del primer moment la terrible repressió que des del mateix 19 de juliol es va abatre sobre Mallorca.
Un cop acabat l'episodi de Portocristo, Bernanos començà a adonar-se que el predomini dels italians a Mallorca era perillós pels interessos francesos i sentí remordiments per la repressió brutal sobre gent innocent. El canvi en la posició de Bernanos va ser progressiu: Yves s'havia barallat amb els italians i Bernanos començà a expressar en la seva correspondència el disgust per l'actuació de l'església mallorquina. També manifestava el seu desencís cap al que denominava une révolution militaire i cléricale, en la qual els seus amics falangistes havien perdut el protagonisme. Després de la rocambolesca deserció del seu fill Yves en els fronts peninsulars, Bernanos acabà sentint-se incòmode a Mallorca i partí cap a França el 30 de març de 1937

## Orígens del llibre
Segons Albert Beguin hi hagué dues versions del llibre. La primera versió fou el Journal d'un témoin, escrit a Mallorca entre la tardor de 1936 i el gener de 1937, del qual sols se'n conservarien 7 articles apareguts a la revista francesa dels dominics Sept i un altre inèdit. Bernanos concebia la seva obra com un diari, però aquest s'hauria perdut, a excepció dels fragments apareguts a Sept, en el retorn de Bernanos a França el març de 1937. Josep Massot i Muntaner demostrà que els articles a Sept no són en absolut l'origen de Les Grands Cimetières sous la lune. La idea del llibre, de manera independent als altres escrits, estava formada el gener de 1937 i hi començava a fer feina activament. El març ja hi devia haver escrita una primera versió, que es va perdre abans de partir cap a França. Bernanos hagué de reescriure el llibre entre el maig i el juny de 1937 a Nogent, l'estiu de 1937 (Toló), l'hivern de 1937-38 (Toló i París) i completat encara sobre les proves d'impremta el febrer-abril de 1938 (Toló).

## Contingut
Massot i Muntaner qualifica Les Grands Cimetières sous la lune de pamphlet abrandat sobre la guerra civil espanyola. En aquesta obra Bernanos diu que ha abordat sense cap prejudici de cap mena les seves experiències d'Espanya i es defineix com un home lliure, com correspon a un bon francès. Bernanos, com a home de dreta, monàrquic i catòlic, es va comprometre amb un moviment del qual se'n va desenganar davant les divisions internes, el paper autoritari dels militars i l'ambient desfavorable als francesos i dominat pels italians. Es tracta d'un document històric de primera magnitud i un testimoni apassionat, un al·legat dirigit a les dretes franceses perquè prenguin nota de les arbitrarietats i excessos franquistes i no es deixin endur per la imatge grotesca d'un Mussolini que és enemic de França. Bernanos adverteix els seus compatriotes dels perills de desitjar que hi hagi un altre general salvador i alhora manifesta el seu rebuig més profund de la "Croada episcopal" que escandalitza un Bernanos per una repressió que ell, de bell antuvi, havia acceptat i defensat.
Bernanos presenta les seves reflexions com una continuació del seu primer llibre de combat: La Grande Peur des bien-pensants (1931), consagrat al seu mestre Édouard Drumont. De tota manera la guerra d'Espanya i l'experiència mallorquina foren decisives per a l'evolució de les seves idees sobre la política francesa i europea en general. Atacat per les dretes i per les esquerres, Albert Camus, el 1939 escrigué: 
| « | Georges Bernanos est un écrivain deux fois trahi. Si les hommes de droite le répudient pour avoir écrit que les assassinats de Franco lui soulevaient le coeur, les partis de gauche l'acclament quand il ne veut point l'être par eux...Respecter un homme, c'est le respecter tout entier. Et la première marque de déférence qu'on puisse montrer à Bernanos consiste à ne point l'annexer. | » |

## Bernanos i la repressió a Mallorca
L'obra fa una descripció de la repressió franquista a Mallorca, en la qual els militars i els grups civils d'extrema dreta (entre els quals destacaren els falangistes dirigits pel marquès de Zayas, amic i consogre de Bernanos, ja que un fill seu es casà amb Claude Bernanos, filla de l'escriptor) posaren en marxa un sistema de terror que causà unes 2.000 execucions i un nombre indeterminat de detencions. La informació sobre els fets de què disposà Bernanos era de primera mà: l'esposa del cap de Falange era íntima amiga seva, el seu fill Yves formava part de Falange i ell mateix n'era un simpatitzant confés, per això les afirmacions fetes al llibre són verídiques i comprovables. Bernanos descrigué la figura arrogant i estrafolària del comte Rossi, presentà els militars revoltats com homes sense honor autors d'una carnisseria i, en especial, criticà l'actuació de l'església i de l'ignoble évèque de Majorque, segons ell culpable de la repressió desfermada a l'illa. En cap moment no amagà les seves simpaties inicials per la Falange anterior al 19 de juliol de 1936, defensant la imatge d'una Falange ideal, superada i controlada per la dictadura de Franco, que en va fer un partit únic i empresonà el successor de José Antonio Primo de Rivera, Manuel Hedilla.
Bernanos en cap moment no va prendre partit pels republicans i evità la seva utilització política directa pel bàndol republicà, sense renunciar als seus ideals primitius simbolitzats en els seus elogis als falangistes de la primera hora i al seu fill Yves.

## Traduccions
- George Bernanos: Els grans cementiris sota la lluna. Traducció d'Antoni-Lluc Ferrer. Notes i bibliografia de Josep Massot i Muntaner. Barcelona: La Magrana, 2009